# Маслово (Равицький повіт)
Маслово (пол. Masłowo, нім. Massel) — село в Польщі, у гміні Равич Равицького повіту Великопольського воєводства.
Населення — 1357 осіб (2011).
У 1975-1998 роках село належало до Лешненського воєводства.

## Демографія
Демографічна структура станом на 31 березня 2011 року:
|          | Загалом | Допрацездатний вік | Працездатний вік | Постпрацездатний вік |
| -------- | ------- | ------------------ | ---------------- | -------------------- |
| Чоловіки | 660     | 160                | 447              | 53                   |
| Жінки    | 697     | 162                | 428              | 107                  |
| Разом    | 1357    | 322                | 875              | 160                  |